# جان لوك برونيل
جان لوك برونيل (18 سبتمبر 1946 - 19 فبراير 2022) هو كشاف نموذجي فرنسي. اكتسب شهرة من خلال قيادته لوكالة عرض الأزياء الدولية كارين موديلز، وتأسيس شركة إم سي 2، بتمويل من جيفري إبستاين.  كان برونيل موضوع تحقيق أجرته قناة 60 دقيقة في عام 1988، حيث واجه اتهامات بالاعتداء الجنسي على مدار ثلاثة عقود.
تعرض برونيل للتدقيق بسبب علاقاته مع إبستين، الذي عمل معه من أوائل العقد الأول من القرن الحادي والعشرين حتى عام 2015. اتُهم برونيل باستدراج الإناث الصغيرات والاشتراك في عصابة الاتجار بالجنس المزعومة التي يديرها إبستين.  في عام 2019، أطلقت الشرطة الوطنية الفرنسية تحقيقًا بشأن برونيل بعد اختبائه بعد وفاة إبستين. تم القبض عليه في 16 ديسمبر 2020، واتهمه الادعاء الفرنسي باغتصاب قاصرات. ومع ذلك، فقد توفي منتحرًا على ما يبدو قبل أن تبدأ محاكمته.

## الحياة المبكرة والعائلة
وُلِد جان لوك برونيل في 18 سبتمبر 1946 في نويي سور سين، وهي بلدية حضرية تقع غرب باريس. كان والده مديرًا تنفيذيًا في مجال العقارات. لديه أخ واحد، أرنو.

## حياة مهنية
بدأ برونيل مسيرته المهنية في أواخر السبعينيات، حيث عمل ككشاف عارضات أزياء لوكالة كارين موسبرغ، كارين موديلز في باريس. في عام 1978، أصبح رئيسًا لوكالة كارين موديلز. في عام 1988، أسس برونيل وشقيقه أرنو شركة نكست مانجمنت. في عام 1989، شكل الأخوان برونيل وفيث كيتس وكالة عارضات الأزياء العالمية نكست مانجمنت كومباني. امتلك كيتس حصة أغلبية في الشركة بينما امتلكت شركة نكست مانجمنت كورب التابعة للأخوة برونيل حصة أقلية بنسبة 25 في المائة. ذكرت صحيفة أميركان فوتو أن برونيل انفصل عن شركة نكست مانجمنت كومباني في أبريل 1996 مع عارضات ميامي. رفعت شركة نكست مانجمنت كومباني دعوى قضائية ضد الأخوين برونيل في عام 1996.
اكتشف برونيل، بصفته كشافًا للمواهب، عددًا من العارضات اللاتي برزن، بما في ذلك كريستي تورلينجتون وشارون ستون. وبناءً على هذه النجاحات المبكرة، أسس شركة كارين موديلز اوف امريكا في عام 1995.  بعد أن ظهر برونيل في تقرير ماكنتاير على قناة بي بي سي ون حول الإساءة داخل صناعة الأزياء في نوفمبر 1999، حظر من وكالة عرض الأزياء الخاصة به في أوروبا.  في أوائل العقد الأول من القرن الحادي والعشرين، انتقل برونيل إلى الولايات المتحدة. وذكرت صحيفة ديلي بيست أنه اعتمد على التمويل من شقيقه أرنو وشريكهما التجاري إتيان دي روا. في عام 2003، انسحب كلا الممولين وبعد أن "قدم مكتب باريس طلبًا لإلغاء مطالبة برونيل بالعلامة التجارية كارين في عام 2004"، قام بتغيير اسم الوكالة إلى إم سي 2.
كان برونيل قد التقى بجيسلين ماكسويل في الثمانينيات، وقد قدمته لاحقًا إلى الممول جيفري إبستاين. تلقى برونيل أموالًا من إبستاين "تصل إلى مليون دولار" في عام 2004 للمساعدة في إطلاق وكالة عرض أزياء جديدة: إم سي 2. حول برونيل قسم كارين موديلز في الولايات المتحدة إلى إم سي 2، من خلال فتح مكاتب في مدينة نيويورك وميامي في عام 2005. يستحضر اسم الوكالة إبستاين من خلال الإشارة إلى معادلة أينشتاين لتكافؤ الطاقة الكتلية أو ط = ك.س². يُقال إن عملاء إم سي 2 شملوا نوردستروم، ومايسيز إنك، وساكس فيفث أفينيو، ونيمان ماركوس، وجيه سي بيني كو، وكوهلز كوربوريشن، وتارجت كوربوريشن، وسيرز، وبلك.[4] زعمت فرجينيا روبرتس جيوفري، إحدى متهمات إبستين، في ملف قضائي عام 2014 أن النظام كان غطاءً للاتجار بالجنس.[5] في وثائق المحكمة الصادرة في أغسطس 2019، ذكرت جيوفري أن برونيل هو أحد الرجال الذين وجهها ماكسويل لممارسة الجنس معهم عندما كانت مراهقة.[6] في عام 2019، ورد أن برونيل ساعد في إنشاء نماذج الهوية في مدينة نيويورك ووكالة 1Mother في كييف، أوكرانيا. حلت إم سي 2 في 27 سبتمبر 2019.

## اتهامات الاغتصاب
وكان برونيل موضوع تحقيق استمر سبعة أشهر أجراه منتج شبكة سي بي إس كريج بايز والمراسلة ديان سوير في برنامج 60 دقيقة. تناول الجزء الاستقصائي "عارضات أزياء أمريكيات في باريس"، الذي تم بثه في 23 أكتوبر 1988، سلوك برونيل ووكيل عرض الأزياء الباريسي كلود حداد. أجرى برنامج 60 دقيقة مقابلات مع العديد من العارضات الأمريكيات اللاتي عملن مع برونيل ووصفن تجاربهن مع الثقافة التي رعاها برونيل حيث كانت العارضات يتعرضن بشكل روتيني للمخدرات والاعتداء الجنسي. أرسلت إيلين فورد (من وكالة فورد للعارضات ومقرها نيويورك) عارضاتها إلى برونيل للقيام بمهام في باريس وتمت مقابلتها للبرنامج حيث ادعت عدم معرفتها المسبقة بالشكاوى المتعددة من العارضات بشأن الاستغلال الجنسي وتعاطي المخدرات من قبل برونيل. وقد نفى هذه الادعاءات، لكن فورد قطع العلاقات معه في نهاية المطاف بعد البث.  ذكر مايكل جروس في كتابه "نموذج: العمل القبيح للنساء الجميلات " أن برونيل اعترف بتعاطي الكوكايين لسنوات. دافع برونيل عن استخدامه قائلاً إنه لم يكن يعاني من مشكلة مخدرات لأنه امتنع عن استخدام الكوكايين أثناء النهار.
في عام 2002، ارتبط برونيل مرة أخرى بالإساءة بعد أن وصفت عارضة الأزياء الشهيرة كارين مولدر للصحافة الفرنسية ثقافة سوء السلوك الجنسي والتلاعب السائدة في صناعة عرض الأزياء. اتهمت فرجينيا جيوفري برونيل بالاتجار الجنسي بالفتيات لصالح إبستين. زعمت جيوفري في إفادة خطية عام 2015 أن إبستاين تفاخر أمامها بأنه "نام مع أكثر من 1000 من فتيات برونيل". رد برونيل بنفي تورطه في أي أنشطة غير قانونية مع إبستين، قائلاً: "أنفي بشدة ارتكاب أي عمل غير مشروع أو أي مخالفة أثناء عملي كمستكشف أو مدير لوكالات عرض الأزياء". من عام 1998 إلى عام 2005، تم إدراج برونيل كراكب في سجلات الرحلات الجوية لطائرة إبستين الخاصة في 25 رحلة. وكان أيضًا زائرًا منتظمًا للسجن الذي احتُجز فيه إبستين في عام 2008، حيث سجل ما لا يقل عن 70 زيارة.
رفع برونيل دعوى قضائية ضد إبستين في عام 2015، مدعيًا أنه وإم سي 2 "خسرا العديد من الاتصالات والأعمال في مجال عرض الأزياء نتيجة لأفعال إبستين غير القانونية". كما زعم أن إبستين عرقل العدالة بتوجيهه لبروينل لتجنب تقديم شهادته في القضية الجنائية ضد إبستين من قبل إدارة شرطة بالم بيتش. تم رفض الدعوى في وقت لاحق. في عام 2019، تم الكشف عن أن برونيل كان من بين الأشخاص الذين وردت أسماؤهم في وثائق المحكمة في دعوى مدنية رفعتها فرجينيا روبرتس جيوفري ضد جيسلين ماكسويل. تم الكشف عن الوثائق في 9 أغسطس 2019، قبل يوم واحد من وفاة إبستين. تزعم جيوفري أن إبستاين وماكسويل قاما بتهريبها جنسياً إلى العديد من الأفراد البارزين، بما في ذلك برونيل، عندما كانت قاصرًا في أوائل العقد الأول من القرن الحادي والعشرين. شوهد برونيل آخر مرة علنًا في نادي باريس الريفي في 5 يوليو 2019. بعد وفاة إبستين في أغسطس 2019، اختبأ برونيل؛ وبعد فترة وجيزة، بدأت الشرطة الوطنية الفرنسية تحقيقًا معه. في سبتمبر 2019، قام محققون فرنسيون بتفتيش منزله ومكاتبه في باريس كجزء من تحقيق في الاتجار بالجنس من قبل إبستين.

## الاعتقال والاتهام
في 16 ديسمبر 2020، اعترضت الشرطة برونيل في مطار شارل ديغول في باريس، عندما كان على وشك ركوب طائرة متجهة إلى داكار، السنغال. تم وضعه بعد ذلك تحت الحراسة النظرية لاستجوابه فيما يتعلق بالاغتصاب والاعتداء الجنسي والمؤامرة الإجرامية والاتجار بالبشر، حيث تتضمن جميع الاتهامات قاصرين. وجهت إلى برونيل في 29 يونيو 2021 تهمة تخدير واغتصاب فتاة تبلغ من العمر 17 عامًا في التسعينيات والعقد الأول من القرن الحادي والعشرين. وقال برونيل أنه بريء.

## الحياة الشخصية والموت
كان برونيل متزوجًا من هيلين هوجبيرج، وهي عارضة أزياء سويدية. انفصل هوجبيرج عن برونيل في عام 1979. في عام 1988، تزوج من صديقته منذ عامين، عارضة الأزياء الأمريكية روبرتا تشيركو. انفصل الزوجان فيما بعد. في 19 فبراير 2022، تم العثور على برونيل ميتًا في زنزانته في سجن لا سانتي، بعد أن شنق نفسه على ما يبدو. لقد حاول الانتحار عدة مرات قبل وفاته.

## روابط خارجية
فيديو "فتيات أمريكيات في باريس" 60 دقيقة، 1988